# Капітан Немо (фільм)
«Капіта́н Не́мо» — радянський трисерійний телевізійний художній фільм 1975 року за мотивами романів Жуля Верна «Двадцять тисяч льє під водою» та «Паровий будинок», знятий на Одеській кіностудії. Перша серія називається «Залізний кит», друга — «Принц Даккар», третя — «„Наутилус“ продовжує боротьбу».

## Опис
Фільм не можна вважати у повному сенсі екранізацією будь-якого з двох романів. Фабула взята з твору «20 000 льє під водою», але була істотно скорочена та змінена, як загалом, так і в деталях. Подорож скорочено за географією (цілком виключено події, що відбувались у Новій Гвінеї, не показано плавання Червоним морем й Аравійський тунель, через що стає не зовсім зрозуміло, як «Наутилус» йшов до Криту. Також цілком знехтувано «петлею» маршруту, що прямує через Атлантику до Південного полюсу та знову в Атлантику. При цьому деякі події пропущеної частини маршруту перенесені у зміненому вигляді до частини, що збереглась: до підводного вулкана, який у романі спостерігали в Середземному морі, в тому ж епізоді додалось проникнення до залитого водою жерла вулкана (що в романі відбувалось в Атлантиці), звільнення кораблю проходу шляхом ручного руйнування перешкоди під водою (в романі — епізод плавання від Південного полюсу) та кисневого голодування (там же), а до збирання скарбів у бухті Віго додано епізод загибелі Франсуа від невідомого морського чудовиська (сильно змінений епізод «битви зі спрутами», що у романі мав місце в Південній Атлантиці). Кінець історії змінений суттєво: явно показано, що капітан знав про плани втечі та не перешкоджав їм.
Було змінено безліч суттєвих деталей. З'явилась дружина у професора Аронакса, натомість у романі прямо зазначено, що нікого з трьох головних героїв удома не чекають ані родина, ані батьки, ані діти. Втрачений епізод «екскурсії Наутилусом» з описом корабля, з'явився матрос-француз, який спілкувався з бранцями (в оригіналі тільки капітан розмовляв з ними, матроси спілкувались лише своєю мовою), з'явились акваланги й перископ, яких у романі не було, з'явився зв'язок голосом між людьми, які перебували у скафандрах під водою.
Суттєвими є відхилення характерів головних героїв від книжкових. Професор Аронакс показаний як вчений-пацифіст, натомість у романі він цілковито виступав за знищення небезпечної для мореплавства тварини, цілком задоволений перспективою препарувати її після того як гарпунер чи каноніри виконають свою роботу. Капітан Немо у фільмі набагато людяніший. Для образу капітана, який зображений у романі, цілковито неприпустимо, щоб він почав розповідати стороннім людям історію свого життя і боротьби, як це він робить у фільмі. У той же час капітан зовсім інакше ставиться до своїх дій. Найбільш близький до свого книжкового образу Нед Ленд — суворий, імпульсивний гарпунер, який не сприймає обмеження волі, не вміє довго стримувати свої почуття й готовий на все, щоб утекти з «Наутилуса».
З «Парового будинку» до фільму потрапили лише окремі фрагменти, за мотивами яких зроблені «індійські» епізоди. Залишилась головна лінія — протистояння Нани Сагіба й полковника-англійця (у романі його ім'я — Бунро), але полковник з позитивного персонажа перетворився на негативний, Нана Сагіб — з негативного — на позитивний, до того ж проведено паралель між ним і принцом Дакаром. Історія про дружину полковника, яка збожеволіла при вигляді загибелі своєї матері від рук сипаїв, перетворилась на історію дружини Нани Сагіба, глузд якої пошкодився після того, як полковник організував розстріл її дітей.

## У ролях
- Владислав Дворжецький — капітан Немо, він же принц Даккар (Нана Сагіб)
- Юрій Родіонов — професор Аронакс
- Михайло Кононов — Консель
- Володимир Талашко — Нед Ленд (озвучував Олексій Сафонов)
- Маріанна Вертинська — Жаклін Тюссо, молода дружина професора Аронакса
- Олександр Пороховщиков — капітан Фарагут
- Володимир Басов — Руайє (озвучував Владислав Дворжецький)
- Віктор Демерташ — Франсуа
- Геннадій Нілов — Жорж Шейно
- Надія Базанова — співачка у ресторані
- Василь Левін — батько Жаклін
- Маріанна Стриженова — мати Жаклін
- Лев Перфілов — Пандер /Джонсон
- Земфіра Цахілова — дружина Немо
- Микола Дупак — полковник Бунро
- Юрій Меншагін — Рам
- Гіві Тохадзе — Байджу
- Ніна Ільїна — дівчина з зеленими очима (епізод)

## Знімальна група
- Автори сценарію: Едгар Смірнов, Василь Левін
- Режисер-постановник: Василь Левін
- Оператор-постановник: Федір Сильченко
- Художник-постановник: Георгій Юдін
- Художник-декоратор: Анатолій Овсянкін
- Художники по костюмах: Н. Городецька, Наталія Акімова
- Художники по гриму: Людмила Друмирецька, Григорій Волошин, Л. Воробйова, Н. Сітнікова
- Композитор: Олександр Зацепін
- Текст пісень: Леонід Дербеньов
- Комбіновані зйомки: оператор — Всеволод Шлемов, художник — Олексій Бокатов
- Режисери: В. Вінніков, С. Цивилько
- Звукооператори: Анатолій Подлєсний, Ганна Подлєсна (асистент)
- Монтажер: Етна Майська
- Редактори: Михайло Циба, О. Демченко
- Директор картини: Віктор Брашеван